# Hola (I Say)
Hola (I Say) è un singolo del cantautore italiano Marco Mengoni, pubblicato il 30 novembre 2018 come terzo estratto dal quinto album in studio Atlantico.

## Descrizione
Ballata caratterizzata dal pianoforte e dal sintetizzatore, il brano rappresenta la volontà del cantautore di andare contro il proprio passato ed educazione. Inoltre è presente la partecipazione vocale del cantautore britannico Tom Walker (co-autore del testo insieme a Mengoni stesso, Francesco Catitti e Mahmood) ed è infatti cantato in lingua italo-inglese.

Riguardo alla collaborazione con Walker, Mengoni ha spiegato:

## Video musicale
Il video, diretto da Shipmate e Giulio Rosati, è stato pubblicato il 4 dicembre 2018 attraverso il canale YouTube del cantante.
Il 18 dello stesso mese è stato pubblicato il live video ufficiale, il primo rappresentante l'Italia nella raccolta web di Google Arts & Culture. È stato girato a Torino e ambientato nei saloni aulici di Palazzo Madama.

## Formazione
Musicisti
- Marco Mengoni – voce, arrangiamento
- Tom Walker – voce
- Christian Rigano – pianoforte, tastiera, arrangiamento
- Fabrizio Ferraguzzo – programmazione ritmica, sintetizzatore, chitarra, arrangiamento
- Riccardo Onori – chitarra acustica
- Giulia Monti – violoncello
- Daniele Parziani – violino

Produzione
- Marco Mengoni – produzione, pre-produzione
- Fabrizio Ferraguzzo – produzione
- Christian Rigano – produzione
- Pino "Pinaxa" Pischetola – missaggio
- Antonio Baglio – mastering
- Peter Cornacchia – pre-produzione
- Giovanni Pallotti – pre-produzione
- Davide Sollazzi – pre-produzione
- Tom Walker – registrazione e produzione parti vocali

## Successo commerciale
In Italia è stato il 36º singolo più trasmesso dalle radio nel 2019.

## Classifiche

### Classifiche settimanali
| Classifica (2019) | Posizione massima |
| ----------------- | ----------------- |
| Italia            | 4                 |

### Classifiche di fine anno
| Classifica (2019) | Posizione |
| ----------------- | --------- |
| Italia            | 24        |